# 索维佐
索维佐（義大利語：Sovizzo），是意大利威尼托大区维琴察省的一个市镇。总面积15平方公里，人口6867人，人口密度457.8人/平方公里（2009年）。国家统计（ISTAT）代码为024103。